# Paul Stoddart
Paul Stoddart, (născut 26 mai 1955), este un om de afaceri australian care a fost proprietarul echipei de Formula 1 Minardi între 2001 și 2005.